# Bernhard Rechthien
Bernhard Rechthien (* 30. Dezember 1876 in Rieste; † 2. Februar 1941 in Bad Vilbel) war ein hessischer Politiker (SPD) und ehemaliger Abgeordneter des Landtags des Volksstaates Hessen in der Weimarer Republik und Bürgermeister von Bad Vilbel.
Bernhard Rechthien war der Sohn des Landwirts Heinrich Rechthien und dessen Frau Margaretha geborene Lutmer. Bernhard Rechthien, der katholischer Konfession war, war mit Auguste Emilie geborene Mohr verheiratet.
Bernhard Rechthien arbeitete als Weber und wurde 1909 Angestellter der freien Gewerkschaften. Im gleichen Jahr wurde er Geschäftsführer des Deutschen Textilarbeiter-Verbandes in Bielefeld. 1914 wechselte er als Arbeitersekretär nach Worms.
Bernhard Rechthien war von 1919 bis 1928 Bürgermeister von Bad Vilbel. 1928 bis 1933 war er Kreisdirektor des Landkreises Friedberg. Von 1919 bis 1931 gehörte er dem Landtag an.